# مرجانی سرخ (سرده)
مرجانی سرخ (سرده) (نام علمی: Russelia) نام یک سرده از تیره بارهنگیان است.